# Crataegus laciniata
Crataegus laciniata är en rosväxtart som beskrevs av Bernardino da Ucria. Crataegus laciniata ingår i Hagtornssläktet som ingår i familjen rosväxter. Inga underarter finns listade i Catalogue of Life.

## Bildgalleri

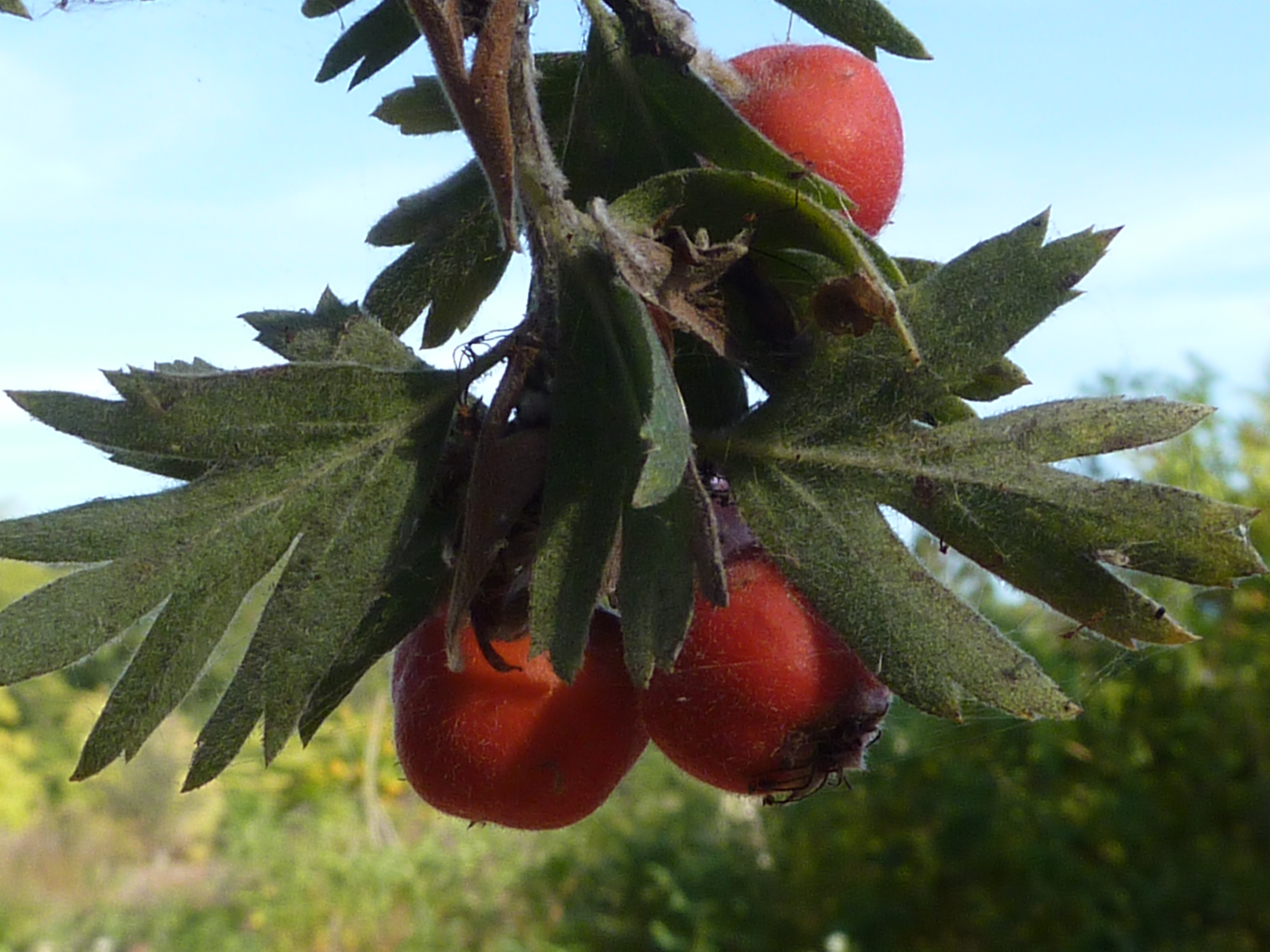
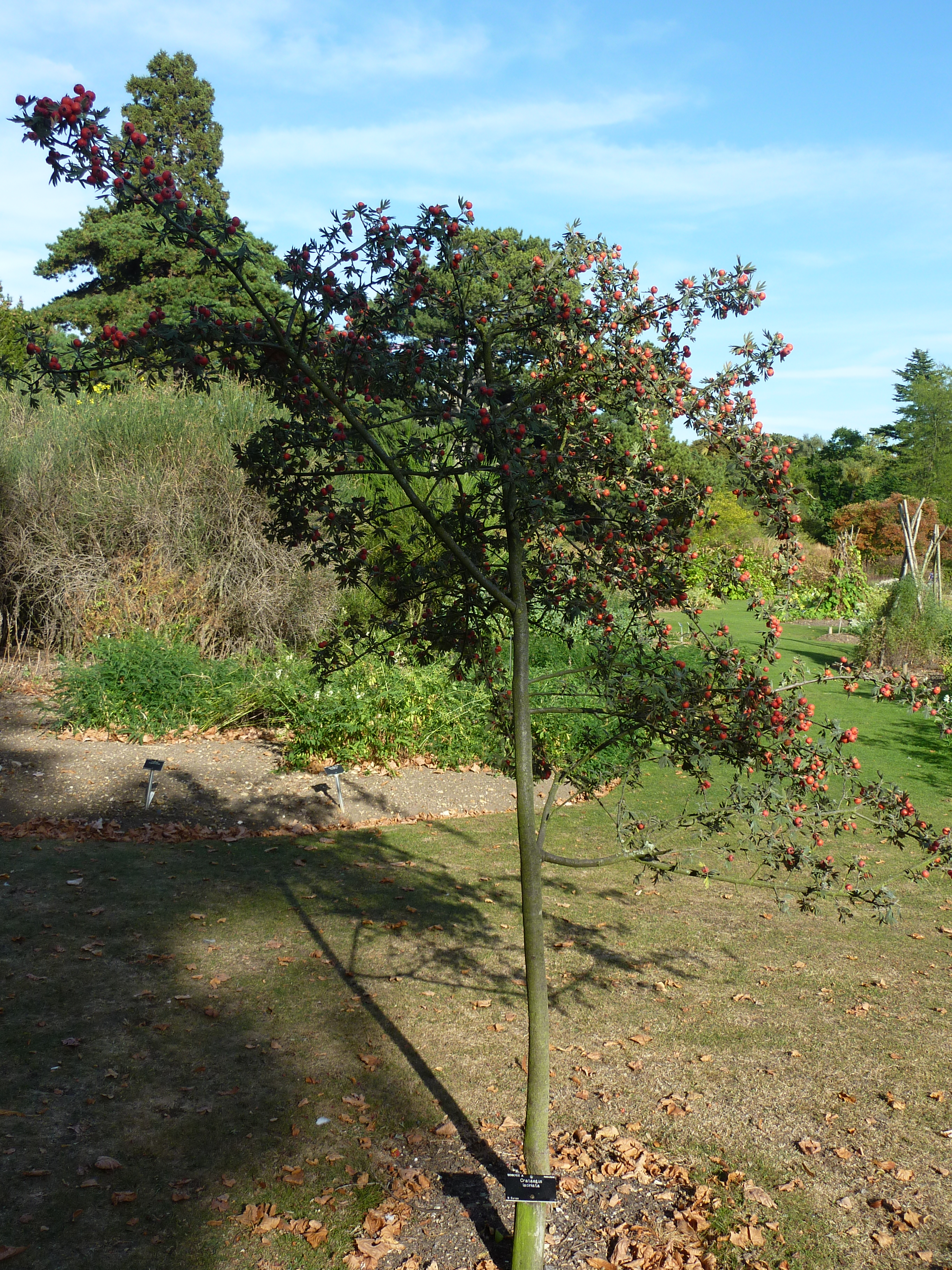